# Marián Vajda
Marián Vajda (ur. 24 marca 1965 w Powaskiej Bystrzycy) – czechosłowacki, a później słowacki tenisista i trener tenisa, reprezentant w Pucharze Davisa, olimpijczyk z Barcelony (1992).

## Kariera tenisowa
Zawodowym tenisistą Vajda był w latach 1984–1994.
W grze pojedynczej jest zwycięzcą 2 turniejów rangi ATP Tour z czterech rozegranych finałów.
W 1992 zagrał na igrzyskach olimpijskich w Barcelonie w konkurencji singla odpadając w 1 rundzie pokonany przez Gilada Bluma.
Reprezentował Słowację w Pucharze Davisa w sezonie 1994 grając łącznie w 4 zakończonych wygraną meczach singlowych.
W rankingu gry pojedynczej najwyżej był na 34. miejscu (14 września 1987), a w klasyfikacji gry podwójnej na 118. pozycji (16 kwietnia 1990).

### Finały w turniejach ATP World Tour
| Legenda                                      |
| -------------------------------------------- |
| Wielki Szlem                                 |
| Igrzyska olimpijskie                         |
| Tennis Masters Cup / ATP Finals              |
| ATP Masters Series / ATP Tour Masters 1000   |
| ATP International Series Gold / ATP Tour 500 |
| ATP International Series / ATP Tour 250      |

#### Gra pojedyncza (2–2)
| Końcowy wynik | Nr | Data             | Turniej   | Nawierzchnia | Przeciwnik             | Wynik finału  |
| ------------- | -- | ---------------- | --------- | ------------ | ---------------------- | ------------- |
| Finalista     | 1. | 10 maja 1987     | Monachium | Ceglana      | Guillermo Pérez Roldán | 3:6, 6:7      |
| Zwycięzca     | 1. | 16 sierpnia 1987 | Praga     | Ceglana      | Tomáš Šmíd             | 6:1, 6:3      |
| Zwycięzca     | 2. | 25 września 1988 | Genewa    | Ceglana      | Kent Carlsson          | 6:4, 6:4      |
| Finalista     | 2. | 25 czerwca 1989  | Bari      | Ceglana      | Juan Aguilera          | 6:4, 3:6, 4:6 |

## Kariera trenerska
Od roku 2006 trenował Novaka Đokovicia. Mimo że w grudniu 2013 Serb nawiązał współpracę z Borisem Beckerem, Vajda cały czas znajdował się w sztabie Đokovicia. Po ustąpieniu Beckera z roli głównego trenera w grudniu 2016, Vajda ponownie objął stanowisko pierwszego szkoleniowca. Współpraca Vajdy z Đokoviciem zakończyła się na początku maja 2017. Na nowo Słowak i Serb zaczęli pracować wiosną 2018, a na koniec sezonu 2018 Vajda został uznany trenerem roku podczas wręczania nagród ATP.

## Nagrody
- W 2011 roku otrzymał Krištáľové krídlo[5]